# Papenkasteel

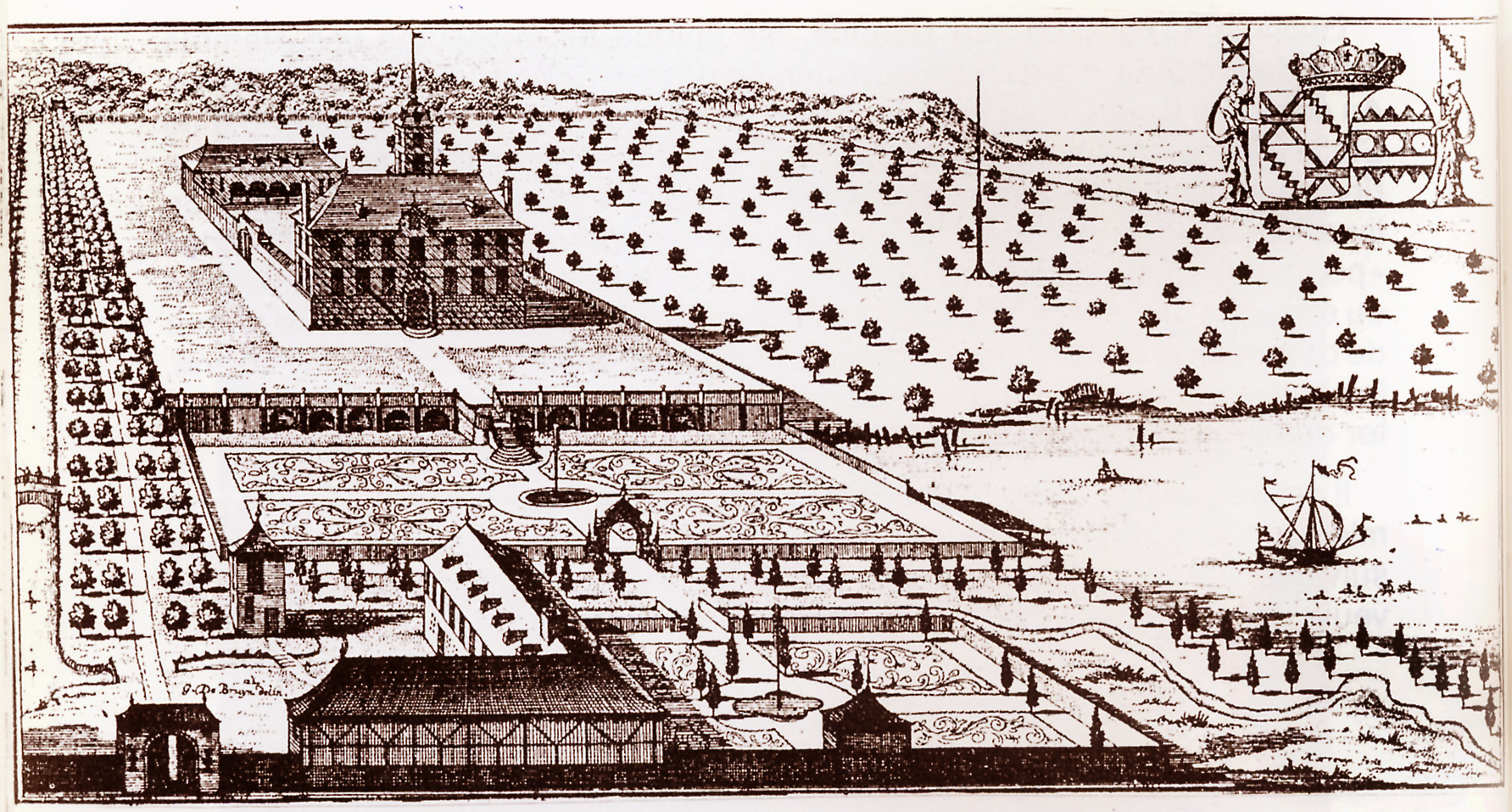
Het Papenkasteel rond 1694

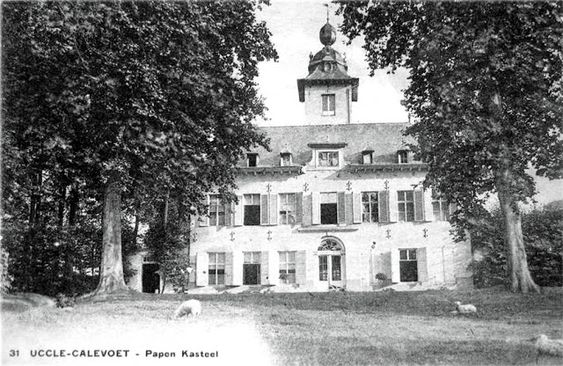
Het kasteel vóór de restauratie van 1967

Het Papenkasteel of Kasteel van Stalle (Frans: Château de Stalle, Château de Pape of Château Franckheim) is een 17e-eeuws kasteel in de Belgische gemeente Ukkel. Het kasteel, in privébezit, is beschermd erfgoed, en het domein is Natura 2000-beschermd.

## Geschiedenis
Vóór 1600 was het gebied eigendom van de geestelijken van Sint-Jacob-op-Koudenberg. De provoost verkocht het in 1616 aan de lakenhandelaar Guillaume le Mire, waarna het bijna 70 jaar overging op verschillende eigenaars binnen de familie.
Het kasteel werd tussen 1685-1688 gebouwd in opdracht van Philippe-Vincent Franckheim, raadsheer van de Admiraliteit van Duinkerken en later lid van de Raad van Brabant. In 1698 huurde Agnès Françoise le Louchier het kasteel voor negen jaar. Zij was de maîtresse van landvoogd Maximiliaan II Emanuel van Beieren.
In de loop der tijd onderging het enkele verbouwingen. In de negentiende eeuw werd het geheel omgebouwd in neoclassicistische stijl. In de tweede helft van de twintigste eeuw werd het hele domein grondig gerestaureerd. Op het woongebouw staat een uitkijktoren, met panorama over de tuinen en de vijver.
Begin 20e eeuw leefde er een commune van kunstenaars, waaronder Germain Prévost en Abel Gerbaud, op het kasteel.
Reeds in 1967 werd het kasteel onderworpen aan een bijzonder plan van aanleg (bpa), dat de residentiële bestemming vastlegde en waarin bepaald werd dat zowel het gebouw als het domein onderhevig zijn aan specifieke stedenbouwkundige voorschriften, waaronder het verbod om hoogstammige bomen te vellen zonder goedkeuring van de gemeente.
Op 16 oktober 1975 kreeg het kasteel de status van beschermd erfgoed.

## Domein
Het domein ligt ten noorden van de Kriekenput. Ten westen, aan de overzijde van de Engelandstraat, sluit het aan op het Kinsendaal, samen het  Kinsendaal-Kriekenputreservaat dat ook deel uitmaakt van hetzelfde Natura 2000 gebied.
Op het domein ligt de laatste vijver die gevoed werd door de Geleytsbeek; deze vijver is een van de laatst overgebleven wachtbekkens voor de elf watermolens die op de beek lagen.
In het verleden werd de Geleytsbeek overwelfd en omgeleid naar het rioolsysteem. In 2013 startte de gemeente Ukkel een onderzoek om het stuk van de Geleytsbeek tussen de Papenkasteelstraat en de Engelandstraat inclusief het stuk door het domein terug open te leggen en niet meer op de riolering te laten aansluiten. Het doel was regenwater en rioolwater te scheiden, overstromingen te vermijden en de biodiversiteit op het domein van het Papenkasteel te verbeteren in het kader van Natura 2000.
Op het domein staat negen bomen die opgenomen zijn in de inventaris van het natuurlijk erfgoed van het Brussels Hoofdstedelijk Gewest. De grootste boom is een plataan met een omtrek van meer dan 5 meter.

## Eigenaars
- Orde van Sint-Jacob-op-Koudenberg tot 1616[2]
- Guillaume le Mire, lakenhandelaar[2]
- Elisabet le Mire, dochter van Guillaume, gehuwd met Louis van den Eede[2]
- Marie van den Eede, dochter van Louis, gehuwd met advocaat Marcel Franckheim[2]
- Philippe-Vincent Franckheim, zoon van Marcel, die het kasteel bouwde.[2]

Na Philippe-Vincent Franckheim ging het eigendom opeenvolgend over op:
- Guillaume van Hamme, lid van de  Zeven geslachten van Brussel (geslacht Serroelofs), burgemeester van Brussel, gehuwd met Caroline Franckheim de zus van Philippe-Vincent[2]
- Guillaume-Théodore van Hamme, zoon van Guillaume en tweede baron van Stalle[2]
- Philippe-Joseph van der Noot, graaf van  Duras, kocht het in 1709[2]
- Marguerite van Turnhout, weduwe van Robert Verhulst, ridder, advocaat bij de Raad van Brabant, kocht het in 1730[2]
- François de Clève, Brussels bankier en eigenaar in 1741
- Claude Bellanger, staatsraad en eigenaar in 1770
- Joseph de Pape, heer van Wijnegem, industrieel en eigenaar van de papiermolen op de Geleytsbeek, eigenaar tussen 1789 en 1830. De naam  Papenkasteel verwijst naar hem[10]
- Léandre Desmaisières, minister en gouverneur van de provincie Oost-Vlaanderen. Eigenaar van 1841 tot 1864
- Jean Barré, eigenaar van 1944 tot 1992
- Jhr. dr. Serge de la Roche, eigenaar sinds 1992